# اسمش‌وردز
اسمش‌وردز (انگلیسی: Smashwords) یک سکوی پخش ایبوک است. این سکو توسط مارک کوکر برای ناشران و نویسندگان مستقل بنیان‌گذاری شده است. این شرکت فعالیت عمومی خود را در سال ۲۰۰۸ آغاز کرد.